# (963) Iduberga
(963) Iduberga est un astéroïde de la famille de Flore (ceinture principale) découvert en 1921 par Karl Wilhelm Reinmuth.